# Tree That Owns Itself

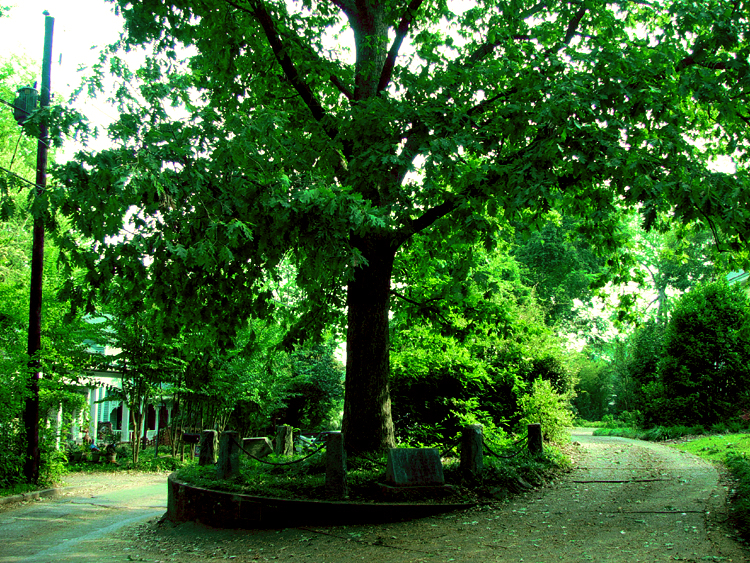
Der „Son of The Tree That Owns Itself“ im Jahr 2005

Der Tree That Owns Itself (englisch für „Baum, der sich selbst besitzt“) war ein ausgezeichnetes Exemplar der Amerikanischen Weiß-Eiche (Quercus alba) in der Stadt Athens im US-Bundesstaat Georgia. Dieser Baum war berühmt dafür, dass ihm „das gesamte Eigentum seiner selbst“ überlassen wurde. Er existierte bis 1942; am selben Ort wurde jedoch ein aus einer seiner Eicheln nachgezogenes weiteres Exemplar gepflanzt, das häufig ebenfalls „Tree That Owns Itself“ oder präziser Son of The Tree That Owns Itself genannt wird und mittlerweile über 15 Meter hoch ist.
Der verbreiteten Ansicht zufolge gehört dem Baum auch der Landfleck im Umkreis von 2,4 Metern rund um den Stamm.
Der Baum steht an der Ecke Finley und Dearing Street in Athens und stellt heute eine Touristenattraktion dar.

## Die Schenkung des Baumes
Die früheste bekannte Veröffentlichung der Geschichte des Tree That Owns Itself ist ein Artikel „Deeded to Itself“ auf der Titelseite der Ausgabe des Athens Weekly Banner vom 12. August 1890. Dem Inhalt des Artikels zufolge befinde sich der Baum auf dem Eigentum eines Colonel William Henry Jackson, Sohn des Politikers James Jackson (1757–1806), der von 1798 bis 1801 Gouverneur von Georgia war. Dieser William Henry Jackson habe in seiner Kindheit glücklich unter der breiten Baumkrone gespielt und wegen seiner Kindheitserinnerungen dem Baum den Besitz an sich und den umgebenden Landfleck vermacht. Diese Schenkung soll – je nach Quelle – zwischen 1820 und 1832 stattgefunden haben. Im Zeitungsartikel wird der Wortlaut der Schenkung wie folgt zitiert:

“I, W. H. Jackson, of the county of Clarke, of the one part, and the oak tree… of the county of Clarke, of the other part: Witnesseth, That the said W. H. Jackson for and in consideration of the great affection which he bears said tree, and his great desire to see it protected has conveyed, and by these presents do convey unto the said oak tree entire possession of itself and of all land within eight feet of it on all sides.”

„Ich, W. H. Jackson vom Landkreise Clarke einerseits und der Eichbaum... vom Landkreise Clarke andererseits: Es wird bezeugt, dass der besagte W. H. Jackson wegen und eingedenk der großen Zuneigung, die er besagtem Baume entgegenbringt, sowie seines großen Wunsches, ihn unter Schutz zu stellen, Kraft dieser Schenkung besagtem Eichbaume das gesamte Eigentum seiner selbst und des Grundstückes innerhalb von acht Fuß ringsum überlässt.“

Unklar ist, ob die Geschichte des „Tree That Owns Itself“ erst mit diesem Zeitungsartikel 1890 begann oder schon vorher als lokale Sage kursierte. Weithin wird die Schenkung als eine Tatsache angesehen, obwohl sie zum einen rechtlich gar keinen Bestand haben könnte und zum anderen höchst zweifelhaft ist, ob diese Schenkung überhaupt stattgefunden hat. So hat keiner – außer vielleicht dem anonym gebliebenen Autor des Zeitungsartikels von 1890 – jemals die Schenkungsurkunde gesehen. Weiter besaß William Henry Jackson gar nicht den Grund (das frühere Grundstück Nr. 14), auf dem der Baum steht, sondern das frühere Grundstück Nr. 15, gelegen auf der Dearing Street gegenüber. Jackson und seine Frau Mildred verkauften ihr Grundstück 1832, dem Jahr, das auf der neben dem Baum angebrachten Messingtafel als Jahr der Schenkung angegeben ist. Zudem verbrachte William Henry Jackson seine Kindheit nicht in Athens, sondern in Jefferson County.

## Geschichte des Baums
Man geht davon aus, dass der Tree That Owns Itself zwischen der Mitte des 16. und dem Ende des 18. Jahrhunderts zu wachsen begann.
Um 1906 litt der Baum unter Bodenerosion an der Stammbasis. Der New Yorker Investment-Banker und Mäzen George Foster Peabody spendete Geld, damit der Baum neue Erde, eine Gedenktafel und eine Absperrung mit Ketten und Granitsteinen bekam. 1907 wurde der Baum während eines Eissturms schwer beschädigt. Obwohl konservierende Maßnahmen ergriffen wurden, litt der Baum fortan an Holzfäule und wurde immer schwächer. Am 9. Oktober 1942 fiel er endgültig. Der Baum war über 30 Meter hoch. Bereits wenige Tage danach keimte der Gedanke, den Baum durch einen „Sohn“ zu ersetzen, ein junges Baumexemplar, das aus einer der Eicheln des Tree That Owns Itself gezogen würde.

## Geschichte desSon of The Tree That Owns Itself
Vier Jahre lang blieb die Stelle, an der der Tree That Owns Itself fiel, unbesetzt. Mehrere Bürger von Athens hatten aus Eicheln des alten Baumes junge Sämlinge gezogen. Dan Magill, Sohn von Elizabeth Magill, die Mitglied im Athens’ Junior Ladies Garden Club war, schlug vor, den Baum zu ersetzen. Daraufhin wurde ein etwa 1,5 Meter hohes Exemplar im Hof von Jack Watson ausgewählt und unter Leitung von Roy Bowden vom College of Agriculture der University of Georgia als Nachfolger gepflanzt, wobei der Baum auf etwa einen Meter Höhe zurückgeschnitten wurde. Am 4. Dezember 1946 wurde für den neuen Baum eine formelle Zeremonie abgehalten. Der Baum wird als „erblicher Nachfolger“ des Tree That Owns Itself angesehen und meist selbst so tituliert, manchmal aber auch genauer Son of The Tree That Owns Itself genannt. Der Baum ist mittlerweile über 15 Meter hoch.

## Touristenattraktion
Obwohl die Geschichte um den Baum wohl mehr Fiktion als Wahrheit darstellt, ist der Son of The Tree That Owns Itself eine der größten Touristenattraktionen von Athens geworden. Das Stück der Finley Street, das bergaufwärts zum Baum führt, ist die einzige erhalten gebliebene Straße mit Pflasterbelag in Athens. Der Baum wurde mehrmals in der Veröffentlichung Ripley’s Believe It or Not! erwähnt.

## Gedenktafeln
Am Standort des Baumes gibt es zwei Steintafeln. Die erste ist schon stark verwittert und beschädigt, die zweite dagegen besser erhalten. Auf beiden Steintafeln ist derselbe – leicht modifizierte – Teil des William Henry Jackson zugeschriebenen Schenkungstextes angebracht:
FOR AND IN CONSIDERATION
OF THE GREAT LOVE I BEAR
THIS TREE AND THE GREAT DESIRE
I HAVE FOR ITS PROTECTION
FOR ALL TIME, I CONVEY ENTIRE
POSSESSION OF ITSELF AND
ALL LAND WITHIN EIGHT FEET
OF THE TREE ON ALL SIDES
WILLIAM H. JACKSON
Auf einer kleinen Messingplatte, die an der stark verwitterten Steintafel befestigt ist, steht folgender Spruch:
A
Descendent of the
Tree
That Owns Itself
Planted by the
Junior
Ladies Garden Club
1946
Eine größere Messingtafel ist auf der Betonrückwand der den Baum umgebenden Befestigung angebracht. Sie zeigt folgende Inschrift:
THE TREE THAT OWNS ITSELF
Quercus alba
Deeded to itself by Col. William H. Jackson
circa 1832
This scion of the original tree was planted by
the Junior Ladies Garden Club in 1946
National Register of Historic Places 1975
Athens Historical Landmark 1988
Hierbei ist zu bemerken, dass nicht der Baum selbst, sondern der ganze historische Distrikt der Dearing Street 1975 im National Register of Historic Places eingetragen wurde.

## Sonstiges
Im Historic Tree Grove am Fort Decker Compound in Port Jervis im Bundesstaat New York befindet sich ein aus dem Son of The Tree That Owns Itself nachgezogenes Baumexemplar (sozusagen ein „Enkel“ des Tree That Owns Itself), das dort „Jackson White Oak“ genannt wird.
Der Tree That Owns Itself ist im Gedicht „I Am So Great“ von Cecily Iddings und im Gedicht „Der Sohn“ von Clemens J. Setz erwähnt.